# Beryx
Beryx G. Cuvier, 1829 é um género de peixes marinhos da família Berycidae, da ordem Beryciformes, que inclui as espécies conhecidas pelos nomes comuns de alfonsim, imperador e olho-de-vidro.

## Taxonomia
O género Beryx inclui as seguintes espécies validamente descritas:
- Beryx decadactylus G. Cuvier, 1829
- Beryx mollis T. Abe, 1959
- Beryx splendens R. T. Lowe, 1834